# Paluta Badunova
Paluta Badunova (Gomelj, 1885. – Minsk, 1938.), bjeloruska prosvjetna djelatnica i političarka, žrtva političkih progona sovjetskih komunističkih vlasti.
Rođena je u Gomelju, a studirala je na Moskovskom državnom sveučilištu Lomonosov. Pridružila se Bjeloruskoj socijalističkoj skupštini i sudjelovala u radu njegovog srednjišnjeg odbora 1917. godine. Bila je i u izvršnom odboru vlade kratkotrajne Bjeloruske Narodne Republike. Više puta uhićivale su je poljske i sovjetske vlasti zbog njezinog političkog djelovanja.
Jedna je od osnivačica Bjeloruskih socijalističkih revolucionara. Nakon dolaska boljševika na vlast, odlazi u izbjeglištvo, gdje jedno vrijeme sudjeluje u radu Međunarodnog crvenog križa. Kasnije se ipak vratila u Bjelorusku SSSR te ju je NKVD uhitio 1937. godine. Pogubljena je u Minsku sljedeće godine.